# Era o fântână
Melodia a fost compusă de Margareta Pâslaru  (versuri Elena Farago) în anul 1987 dar a fost înregistrată în aprilie 2010. Este piesa care deschide CD-ul de autor „Margareta Pâslaru – Lasă-mi toamnă pomii verzi! – 50 de ani de la primul disc Electrecord“. A fost difuzată pentru prima dată în ziua de 17 aprilie 2010 în emisiunea „Radioul de sâmbătă seară“ iar pe 18 aprilie 2010 a fost difuzată la GOLD FM în emisiunea „Bucureștiul subiectiv“ care a avut-o invitată pe Margareta Pâslaru. Răspunzând întrebărilor, distinsa artistă a spus în „Formula AS“ nr. 916 din 30 aprilie 2010: «Recent am înregistrat în studiourile Kerestey o compoziție proprie, inspirată de versurile poetei Elena Farago, „Era o fântână“».
```
  Pe-o lungă și aspră și stearpă șosea,
  Ca toate șoselele lumii.
  Pe-o lungă și aspră și stearpă șosea,
  Era o fântână cu ciutura grea.
  Căci apa-și clădise, trecând peste ea,
  În straturi, pojghițele humii.
  Era o fântână cu cumpăna grea,
  Ca toate fântânile vieții.
  Era o fântână cu cumpăna grea,
  Cu apa sălcie și caldă și rea.
  Dar furca cu brațele-ntinse pândea,
  Momind de departe drumeții.
  Zoreau însetații s-ajungă să bea,
  Ca toți însetații din viață.
  Trăgeau cu putere de cumpăna grea
  Dar apa sălcie și caldă-i gonea.
  Și-ades câte unul mai tânăr pleca
  Cu lacrimi de ciudă pe față.
  Și-ades câte unul mai vârstnic râdea
  Ca toți ce-o cunosc: APA VIEȚII.
  Era o fântână cu cumpăna grea
```